# Johny Schleck
Johny Schleck (født 22. november 1942) er en tidligere professionel cykelrytter fra Luxembourg.
Fra 1965 til 1968 kørte han på holdet Pelforth - Sauvage - Lejeune, og fra 1969 til 1974 kørte han på holdet Bic. Han deltog 8 gange i Tour de France i årene 1965-1968 og 1970-1973.
Johny Schleck er far til de professionelle cykelryttere Fränk Schleck og Andy Schleck, og har været en stor støtte for Fränk og Andy.[kilde mangler]
Johny Schleck var loyal hjælper for Jacques Anquetil under adskillige Tour de France.[kilde mangler]